# Guerra comercial entre China y Estados Unidos
La guerra comercial entre China y los Estados Unidos es un conflicto comercial iniciado el 22 de marzo de 2018 por el presidente de los Estados Unidos, Donald Trump, que impuso aranceles de 50 000 millones de dólares a productos chinos bajo el artículo 301 de la Ley de Comercio de 1974, argumentando un historial de «prácticas desleales de comercio», robo de propiedad intelectual y una transferencia forzada de tecnología estadounidense a China. En represalia, el gobierno de la República Popular China impuso aranceles a más de 128 productos estadounidenses, incluyendo en particular la soja, una de las principales exportaciones de Estados Unidos a China.
Desde 2018, Trump ha abogado por aranceles (no solo contra China) para reducir el déficit comercial de Estados Unidos y promover la manufactura local, diciendo que el país había estado «siendo estafado» por sus socios comerciales; la imposición de aranceles se convirtió en un importante aspecto de su campaña presidencial. Aunque algunos economistas y políticos argumentan que el persistente déficit comercial de Estados Unidos es problemático, muchos dicen que no es un problema y pocos abogan por los aranceles como una solución.
Esta guerra comercial ha impactado de manera negativa las economías de ambos países. En los Estados Unidos, la guerra comercial ha elevado los precios para los consumidores y ha traído complicaciones a agricultores y fabricantes. En China, el crecimiento económico y el crecimiento de actividad de manufactura llegó a ser el menor que han tenido en décadas. En otros países también ha causado daño económico, aunque algunos países se han beneficiado de haber tenido que incrementar la manufactura para cumplir la demanda. También ha llevado a inestabilidad en la bolsa de valores. Los gobiernos de varios países, incluyendo China y los Estados Unidos, han tomado acciones para manejar parte del daño causado por el deterioro en las relaciones China-Estados Unidos y aranceles toma y daca.
La guerra comercial ha sido criticada internacionalmente, incluso por negocios y organizaciones agrícolas estadounidenses, aunque la mayoría de los agricultores continúan apoyando a Trump. Entre los políticos estadounidenses la respuesta ha sido variada y la mayoría acuerda en que la presión necesita ser puesta en China. A finales de noviembre de 2019, ninguno de los principales candidatos demócratas a la presidencia, incluyendo a Joe Biden y Elizabeth Warren, se había opuesto a la guerra comercial con China.

## Historia
Ver también: Relaciones China-Estados Unidos, Economía de la República Popular China, Economía de los Estados Unidos
Los Estados Unidos y China son las economías más grandes del mundo; Estados Unidos tiene el PBI nominal más alto y China tiene el PBI más alto en términos de paridad de poder adquisitivo. China es el mayor exportador del mundo y Estados Unidos es el mayor importador del mundo. Han sido importantes pilares de la economía global.
En 1984, los Estados Unidos se había convertido en el 3.er aliado comercial más grande de China y China el 14.º más grande. Sin embargo, la renovación anual de China como Nación más favorecida fue puesta a prueba constantemente por los grupos de presión anti-China durante las audiencias congresacionales estadounidenses. Por ejemplo, las importaciones estadounidenses desde China casi se había duplicado en 5 años de $51,5 mil millones ($84,2 mil millones en dólares de 2019) en 1996 a $102 mil millones ($148 mil millones en dólares de 2019) en 2001. La industria textil estadounidense presionó al Congreso para que cobrara aranceles a las textiles chinas de acuerdo al «agreement on textiles and clothing» de la Organización Mundial del Comercio. Como reacción a la supresión de las protestas de la plaza de Tiananmén de 1989, la Primera administración de Bush y el congreso impusieron restricciones administrativas y legales sobre la inversión, las exportaciones y otras relaciones comerciales con China. En 1991, China solo representaba el 1 % del gasto total en manufactura de los Estados Unidos. La presidencia de Clinton a partir de 1992 comenzó con una orden ejecutiva (128590) que vinculaba la renovación del estatus de NMF de China con siete condiciones de derechos humanos, incluida la «preservación de la religión y cultura indígenas tibetanas» y «el acceso a las cárceles para las organizaciones internacionales de derechos humanos» —Clinton revirtió esta posición un año después. [cita requerida] En 2001, el presidente estadounidense George W. Bush visitó China en su primer viaje internacional desde los ataques del 11 de septiembre y China ofreció un fuerte apoyo público para la Guerra contra el Terror en APEC China 2001. Bush abogó por la entrada de China en la Organización Mundial del Comercio a pesar de tener que lidiar con los acontecimientos contemporáneos del incidente de la isla de Hainan. Según un artículo en el Nikkei Asian Review, cuando EE. UU. Necesitaba emitir un gran volumen de bonos para estabilizar los mercados financieros a raíz de la crisis financiera de 2007-2008, dependía de China.

### Anuncios aranceles

Balanza comercial entre Estados Unidos y China entre 1985 y 2015.

El presidente Donald Trump firmó un memorando el 22 de marzo de 2018 bajo el artículo 301 de la Ley de Comercio de 1974, ordenando al Representante Comercial de Estados Unidos (United States Trade Representative, USTR) que se apliquen aranceles de 50 000 millones de dólares a los productos chinos. En una declaración formal, según establece la ley, Trump dijo que la propuesta de aranceles fue «una respuesta a las prácticas comerciales desleales de China a lo largo de los años», incluyendo el robo de propiedad intelectual.
El 2 de abril, el Ministerio de Comercio de China impuso aranceles a 128 productos estadounidenses, incluyendo chatarra de aluminio, aviones, automóviles, productos derivados del cerdo y la soja (que tiene un arancel del 25 %), así como a frutas, frutos secos y tuberías de acero (15 %). Al día siguiente, el USTR publicó una lista de más de 1300 categorías de las importaciones chinas, por un valor de 50 000 millones, a las que se prevé establecer aranceles, incluyendo piezas de aviones, baterías, televisores de pantalla plana, dispositivos médicos, satélites y armas.
En represalia por ese anuncio, China impuso un impuesto adicional del 25 % a los aviones, los automóviles, y la soja, que es la principal exportación agrícola de Estados Unidos a China. El 5 de abril, Trump ordenó al USTR que se considere establecer aranceles adicionales por 100 000 millones de dólares. (United States Trade Representative, USTR)
En mayo, China canceló pedidos de soya estadounidense. El 20 de mayo el secretario de Hacienda, Steven Mnuchin, en una entrevista en Fox News, dijo que, «estamos poniendo la guerra comercial en espera». El 29 de mayo la Casa Blanca anunció que la imposición de un arancel del 25 % a 50 000 millones de dólares en productos chinos de «tecnología industrialmente importante», y que la lista completa de los productos afectados sería anunciada el 15 de junio, tras lo cual se pondrían en marcha. También se anunció la imposición de restricciones a la inversión y la mejora en los controles de exportación de China para prevenir la adquisición de tecnología de Estados Unidos. La BBC informó el 3 de junio que China había «advertido
que todas las negociaciones comerciales entre Pekín y Washington serán nulas si Estados Unidos establece las sanciones comerciales».
El 15 de junio, Trump confirmó la imposición de un arancel del 25 % a 50 000 millones de exportaciones chinas, de las cuales 34 000 millones serían gravadas el 6 de julio, mientras que los restantes 16 000 millones en una fecha posterior. El ministro de Comercio de China acusó a los Estados Unidos de iniciar una guerra comercial y dijo que China respondería con aranceles similares a las importaciones estadounidenses. Tres días más tarde, la Casa Blanca declaró que Estados Unidos establecería aranceles adicionales del 10 % a otros 200 000 millones de importaciones chinas, si China respondía a las medidas estadounidenses. China replicó casi inmediatamente, amenazando con aranceles sobre 50 000 millones de bienes estadounidenses, y reafirmando el «inicio de una guerra comercial» por parte de Estados Unidos.
El 8 de agosto el USTR publicó la lista final de 279 bienes chinos, por un valor de 16 000 millones, que serían objeto de aranceles del 25 %.

### China acude a la OMC y suspensión del conflicto
En mayo de 2018 China inició los procedimientos de solución de controversias de la Organización Mundial de Comercio (OMC) en relación con los aranceles que Estados Unidos impuso a las importaciones de productos fotovoltaicos de silicio cristalino y a las medidas relacionadas con la energía renovable. El subsecretario de Asuntos Internacionales del Departamento del Tesoro de Estados Unidos, David Malpass, y el viceministro de Comercio de China Wang Shouwen se reunieron el 22 de agosto en Washington D. C., en un intento por reiniciar las negociaciones. El día siguiente, el 23 de agosto, comenzaron a regir los aranceles impuestos a bienes chinos por un valor de 16 000 millones de dólares. Por ello, el 27 de agosto China inició un nuevo procedimiento ante la OMC.
El 1 de diciembre, durante la reunión del G-20 realizada en Argentina, los presidentes de ambos países acordaron posponer la imposición de nuevos aranceles comerciales por un plazo de 90 días para permitir la reanudación de las negociaciones.

### Ataque a Huawei
El 19 de mayo de 2019 Google, siguiendo órdenes de la administración de Estados Unidos, anuncia que dejará de proporcionar actualizaciones de su sistema operativo para móviles Android a los propietarios de teléfonos de esta marca, y que las nuevas unidades de Huawei no podrán utilizar las aplicaciones básicas para funcionar (como Gmail, Play Store, Google Maps, etc). Huawei ha respondido afirmando que generará sus propias actualizaciones, pero la complejidad de diseñar y distribuir un nuevo sistema operativo, la dificultad para que los programadores de aplicaciones saquen una tercera versión de las aplicaciones, etc. ha llevado a generar dudas sobre la efectividad de las intenciones declaradas por responsables de la empresa. 
Según expertos consultados en distintos medios de comunicación, esta acción instrumentada por Google llevará al desmantelamiento de toda la línea de producción de móviles de Huawei, dada la pérdida de credibilidad que supone para una empresa el no poder garantizar que sus teléfonos ya vendidos puedan seguir funcionando, además de las mayores restricciones para los futuros modelos que tuviera listos y en diseño para colocar en el mercado de la telefonía móvil.
Por el momento, ningún responsable ni de Huawei ni de Google, han señalado quien debe hacer frente a las eventuales reclamaciones legales por parte de los compradores de los teléfonos ya existentes, ni las que pudiera emprender Huawei contra Google. Se desconoce el impacto económico tanto en la empresa como en el conjunto de propietarios de teléfonos en el mundo.

### Manejo de la crisis de 2020

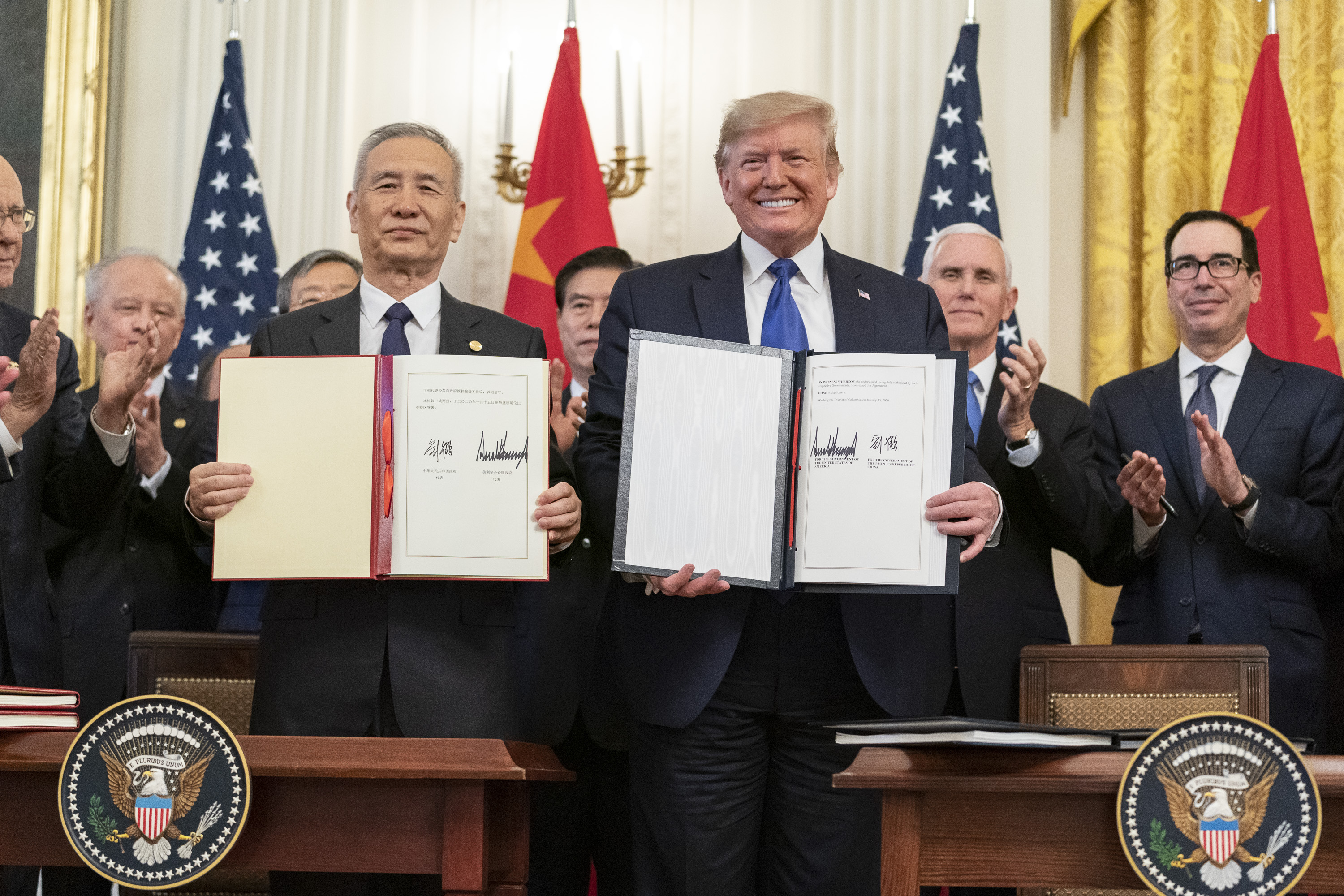
Trump y Liu firman el acuerdo comercial de la Fase Uno en enero de 2020

- 3 de enero: Reuters informó que en diciembre de 2019 el sector manufacturero estadounidense cayó en su peor caída en más de una década, atribuyendo el declive a la guerra comercial entre Estados Unidos y China.[42]
- 15 de enero: El presidente de Estados Unidos, Donald Trump y el vice primer ministro de China, Liu He firmaron el acuerdo comercial entre Estados Unidos y China de la Fase Uno en Washington D. C..[43] El «Acuerdo económico y comercial entre los Estados Unidos de América y la República Popular de China» entrará en vigor el 14 de febrero de 2020 y se centra en los derechos de propiedad intelectual (Capítulo 1), la transferencia de tecnología (Capítulo 2), los alimentos y los productos agrícolas. (Capítulo 3), servicios financieros (Capítulo 4), asuntos de tipo de cambio y transparencia (Capítulo 5), y expansión del comercio (Capítulo 6), con referencia a los procedimientos de evaluación bilateral y resolución de disputas en el Capítulo 7. A diferencia de otros acuerdos comerciales , el acuerdo Fase Uno entre Estados Unidos y China no se basó en el arbitraje a través de una organización intergubernamental como la Organización Mundial del Comercio, sino a través de un mecanismo bilateral.[44]
- 17 de enero: las cifras oficiales de China mostraron que su tasa de crecimiento económico de 2019 cayó en medio de la guerra comercial a un mínimo de 30 años.[45]
- 5 de febrero: Los datos del Departamento de Comercio de los Estados Unidos mostraron que el déficit comercial del país cayó en medio de la guerra comercial por primera vez en 6 años.[45]
- 17 de febrero: China otorga exenciones arancelarias a 696 productos estadounidenses para respaldar las compras.[46]
- 5 de marzo: El Representante de Comercio de los Estados Unidos otorgó exenciones a los aranceles sobre varios tipos de equipos médicos, después de los llamados de los legisladores estadounidenses y otros para eliminar los aranceles de estos productos a la luz de la pandemia COVID-19 en los Estados Unidos.[47]
- 12 de mayo: el gobierno chino anunció exenciones de aranceles sobre 79 productos estadounidenses adicionales.[48]
- Mayo: El Representante de Comercio de los Estados Unidos dijo que «a pesar de la actual emergencia sanitaria mundial, ambos países esperan cumplir sus obligaciones en virtud del acuerdo de manera oportuna».[49]
- A partir de junio, China había vuelto a convertirse en el principal socio comercial de los Estados Unidos, en medio de la crisis mundial causada por la pandemia de COVID-19.[48] Sin embargo, los países no estaban en camino de cumplir con los objetivos del acuerdo comercial, lo que habría sido un desafío incluso en condiciones económicas fuertes, según Chad Brown del Instituto Peterson de Economía Internacional y Chenjun Pan de Rabobank, El daño económico y las barreras comerciales causadas por la pandemia hicieron que esos objetivos fueran aún más difíciles de alcanzar.[49]

## Reacciones

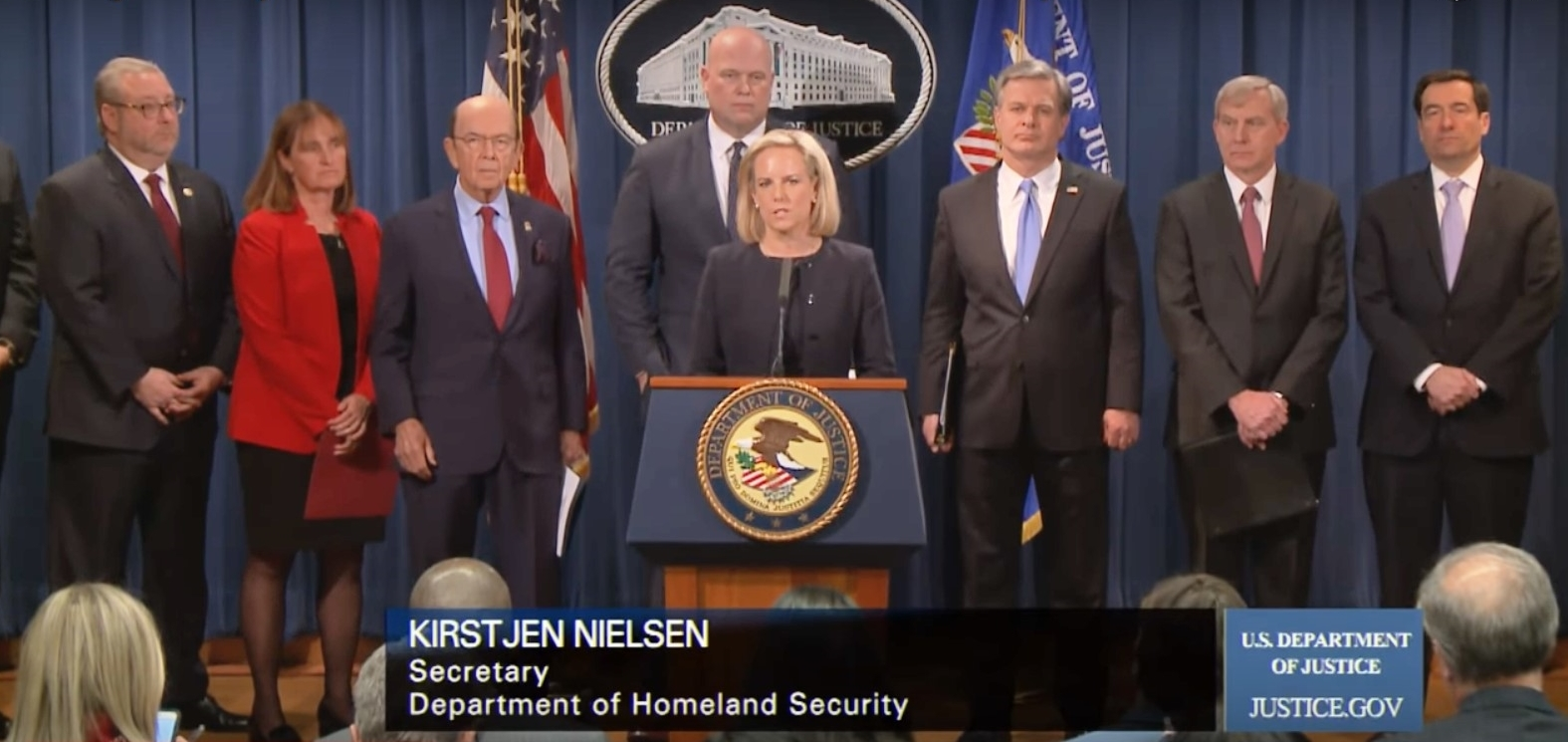
Kirstjen Nielsen, secretaria de Seguridad Nacional de los EE. UU. El procurador general interino Matthew Whitaker, el secretario de Comercio Wilbur Ross y el director del FBI Christopher Wray en 2019 anuncian 23 cargos criminales contra Huawei y Meng Wanzhou

En abril de 2018 Trump negó que el conflicto sea una guerra comercial, después de haber declarado en Twitter «que la guerra se perdió hace muchos años por la gente tonta o incompetente que representaba a los Estados Unidos», y agregó que «ahora tenemos un Déficit Comercial de $500 millones por año, con el robo de Propiedad Intelectual de otros $300 millones de dólares. No podemos permitir que esto siga así». El secretario de Comercio estadounidense, Wilbur Ross, declaró en una entrevista a CNBC que los aranceles planificados para China solo representaban el 0,3 % del producto interno bruto de Estados Unidos, mientras que la secretaria de Prensa Sarah Huckabee Sanders dijo que los movimientos tendrían un «dolor a corto plazo» pero serían un «éxito a largo plazo».

#### Sector agrícola
En 2018, tras los anuncios de escalada de aranceles por parte de Estados Unidos y China, representantes de varias industrias agrícolas expresaron su preocupación por los efectos que la guerra comercial podría tener en sus respectivas industrias. Algunos alcaldes que representan a ciudades con una gran dependencia del sector agrícola también expresaron sus preocupaciones.
En agosto de 2019, Roger Johnson, de la Unión Nacional de Agricultores, que representa a cerca de 200,000 agricultores familiares, ganaderos y pescadores, declaró que la guerra comercial estaba creando problemas para los agricultores estadounidenses, destacando específicamente la caída en las exportaciones de soja de los Estados Unidos hacia China. En el mismo mes, la Federación de la Oficina Agrícola Estadounidense, que representa a un gran negocio agrícola, dijo que el anuncio de nuevos aranceles «señala más problemas para la agricultura estadounidense».

#### Sector industrial
El analista económico Zachary Karabell ha argumentado que el enfoque basado en aranceles de la administración no funcionaría, ya que no «revertiría lo que ya se ha transferido y no hará mucho para abordar el desafío de China hoy, que ya no es un neófito manufacturero» y también Argumentó que la afirmación de que las protecciones de propiedad intelectual más rigurosas «nivelarían el campo de juego» era problemática. En cambio, recomendó que Estados Unidos se concentre en sus ventajas relativas de apertura económica y cultura de independencia.
Un artículo de Política Exterior escrito durante la pandemia de COVID-19 dijo que China estaba armando la globalización y abogó por una política de desacoplamiento económico de los Estados Unidos de China.

### Unión Europea
El 1 de junio de 2018, después de una acción similar por parte de los Estados Unidos, la Unión Europea (UE) presentó quejas legales de la OMC contra China que la acusaron de emplear prácticas comerciales que discriminaban a empresas extranjeras y socavaban los derechos de propiedad intelectual de las empresas de la UE. La comisaria europea de Comercio, Cecilia Malmström, dijo: «No podemos permitir que ningún país obligue a nuestras empresas a entregar este conocimiento ganado en su frontera. Esto va en contra de las normas internacionales que todos hemos acordado en la OMC». Funcionarios estadounidenses, europeos y japoneses han discutido estrategias conjuntas y han tomado medidas contra la competencia desleal por parte de China.
En medio de la tensión diplomática entre Rusia y la UE y la intensificación de la rivalidad entre China y Estados Unidos, la UE comenzó a debatir la noción de autonomía estratégica, que exige a la organización defender su soberanía y promover sus intereses de manera independiente. Dicha autonomía suele vincularse a la defensa, pero podría ir más allá, teniendo en cuenta que a nivel internacional las capacidades económicas y tecnológicas han ganado relevancia. Sin embargo, varios líderes europeos aspiran a dotar a la UE de las capacidades militares que consideran necesarias para garantizar su defensa en pos de conseguir la autonomía estratégica.

### Reacciones domésticas chinas
El periódico del Partido Comunista, controlado por el estado, People's daily, declaró que China podrá resistir la guerra comercial y que las políticas de Trump están afectando a los consumidores estadounidenses.
En septiembre de 2019, Lu Xiang analista de la Academia China de Ciencias Sociales, expresó pesimismo sobre el resultado de las próximas conversaciones, calificó a Trump de «impredecible» y dijo: «Solo podemos tratar de encontrar pistas sensatas en sus tonterías».
Los informes nacionales sobre la guerra comercial están censurados en China. Si bien los medios de comunicación pueden informar sobre el conflicto, su cobertura está sujeta a restricciones. Algunos usuarios de Internet han evitado la censura al referirse a una «guerra de suéteres» (en chino: 毛衣 站; pinyin: máoyī zhàn), que es casi homófona con la «guerra comercial» (en chino: 贸易战; pinyin: màoyì zhàn).
La guerra comercial es un tema común en las redes sociales chinas, con un popular meme de Internet que hace referencia a Thanos, un villano de Marvel Comics y Marvel Cinematic Universe que aniquila la mitad de toda la vida en el universo usando Infinity Gauntlet, bromeando que Trump hará lo mismo. acabar con la mitad de los inversores de China.
El profesor de economía de Hong Kong, Lawrence J. Lau, argumenta que una de las principales causas de la guerra comercial es la creciente batalla entre China y los Estados Unidos por el dominio económico y tecnológico mundial. Argumenta «También es un reflejo del aumento del populismo, el aislacionismo, el nacionalismo y el proteccionismo en casi todo el mundo, incluso en los Estados Unidos».